# Ugo Agostoni
Pour les articles homonymes, voir Agostini.
Ugo Agostoni (né le 27 juillet 1893 à Lissone, dans la province de Milan, en Lombardie et mort le 26 septembre 1941 à Desio) est un coureur cycliste italien du début du XXe siècle, vainqueur, notamment, du Tour d'Émilie en 1912 et de Milan-San Remo en 1914.

## Biographie
Ugo Agostoni meurt le 26 septembre 1941 à Desio, des suites d'une opération chirurgicale.
Il laisse son nom à la Coppa Agostoni, épreuve créée en son honneur en 1946, d'abord réservée aux coureurs amateurs ou indépendants de 1949 à 1958, puis devenue une épreuve professionnelle en 1959, qui se dispute encore de nos jours.

## Palmarès
- 1910
  - 3e du championnat d'Italie sur route amateurs
- 1911
  - 1re étape de Rome-Naples-Rome
  - 2e du championnat d'Italie sur route
  - 3e de Rome-Naples-Rome
  - 3e de la Coppa Savona
- 1912
  - Tour d'Émilie
  - 2e du Tour d'Italie (par équipes)
  - 5e du Tour de Lombardie
- 1914
  - Milan-San Remo
  - 2e de Rome-Naples-Rome
  - 9e du Tour de Lombardie
- 1918
  - 3e de Milan-San Remo
- 1919
  - 2e de Milan-Modène
  - 3e du championnat d'Italie sur route
  - 4e du Tour de Lombardie
  - 5e du Tour d'Italie
- 1920
  - 8e étape du Tour d'Italie
  - 7e du Tour d'Italie
  - 8e de Milan-San Remo
  - 9e du Tour de Lombardie
- 1921
  - 3e de Milan-Modène
  - 5e de Milan-San Remo
- 1922
  - 2e de Milan-Modène
  - 3e du Tour d'Émilie
  - 7e de Milan-San Remo

## Résultats sur les grands tours

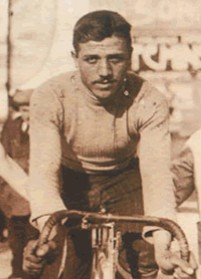
Ugo Agostoni

### Tour d'Italie
9 participations
- 1911 : abandon
- 1912 : 2e par équipes (pas de classement individuel)
- 1913 : 11e
- 1914 : abandon
- 1919 : 5e
- 1920 : 7e, vainqueur de la 8e étape
- 1921 : abandon
- 1922 : abandon
- 1923 : abandon

### Tour de France
1 participation
- 1912 : abandon (2e étape)